# Голема ајкула
Голема псина (лат. Cetorhinus maximus) је рушљориба из реда Lamniformes.

## Угроженост
Ова врста се сматра рањивом у погледу угрожености врсте од изумирања.

## Распрострањење
Област коју ова врста обухвата је: Атлантик, Пацифик, Индијски океан и Медитеран.
Врста је присутна у следећим државама: Русија, Аустралија, Бразил, Норвешка, Јапан, Нови Зеланд, Јужноафричка Република, Исланд, Уједињено Краљевство, Сенегал, Канада, Сједињене Америчке Државе, Кина, Аргентина, Немачка, Шпанија, Италија, Грчка, Турска, Египат, Либија, Алжир, Мароко, Мауританија, Перу, Чиле, Данска, Португал, Босна и Херцеговина, Француска, Албанија, Холандија, Црна Гора, Словенија, Кипар, Хрватска, Белгија, Малта, Тунис, Уругвај, Либан, Сирија, Гибралтар, Индија, Ирска и Мексико.

## Станиште
Станиште врсте су морска подручја.

## Начин живота
Ова врста је ововивипарна.